# Inga brachyptera
Inga brachyptera (pacae, pacay, guama, guaba, pepeto, paterna o inga) es un árbol frondoso de la familia de las mimosoideas, propio de las zonas tropicales y subtropicales de Bolivia y Perú, aunque su consumo se ha extendido a Argentina, Brasil, Paraguay, Ecuador, Colombia, Panamá y Costa Rica, entre otros.

## Descripción
Crece en espacios con una temperatura mayor a 20 °C y puede llegar a medir 20 metros. Sus productores suelen aprovechar su amplia copa para dar sombra a otros productos, como el café y el cacao. 
Los frutos del pacay pueden recolectarse dos veces al año en condiciones óptimas. Son vainas verdes que en su interior llevan pequeños bultos de color blanco muy parecidos al algodón, los cuales envuelven una semilla negra y brillante. Se suele consumir la carne blanca mas no la semilla.

## Taxonomía
Inga brachyptera fue descrito por George Bentham y publicado en London Journal of Botany 4: 610–611. 1845.